# Дометти, Александр Карлович

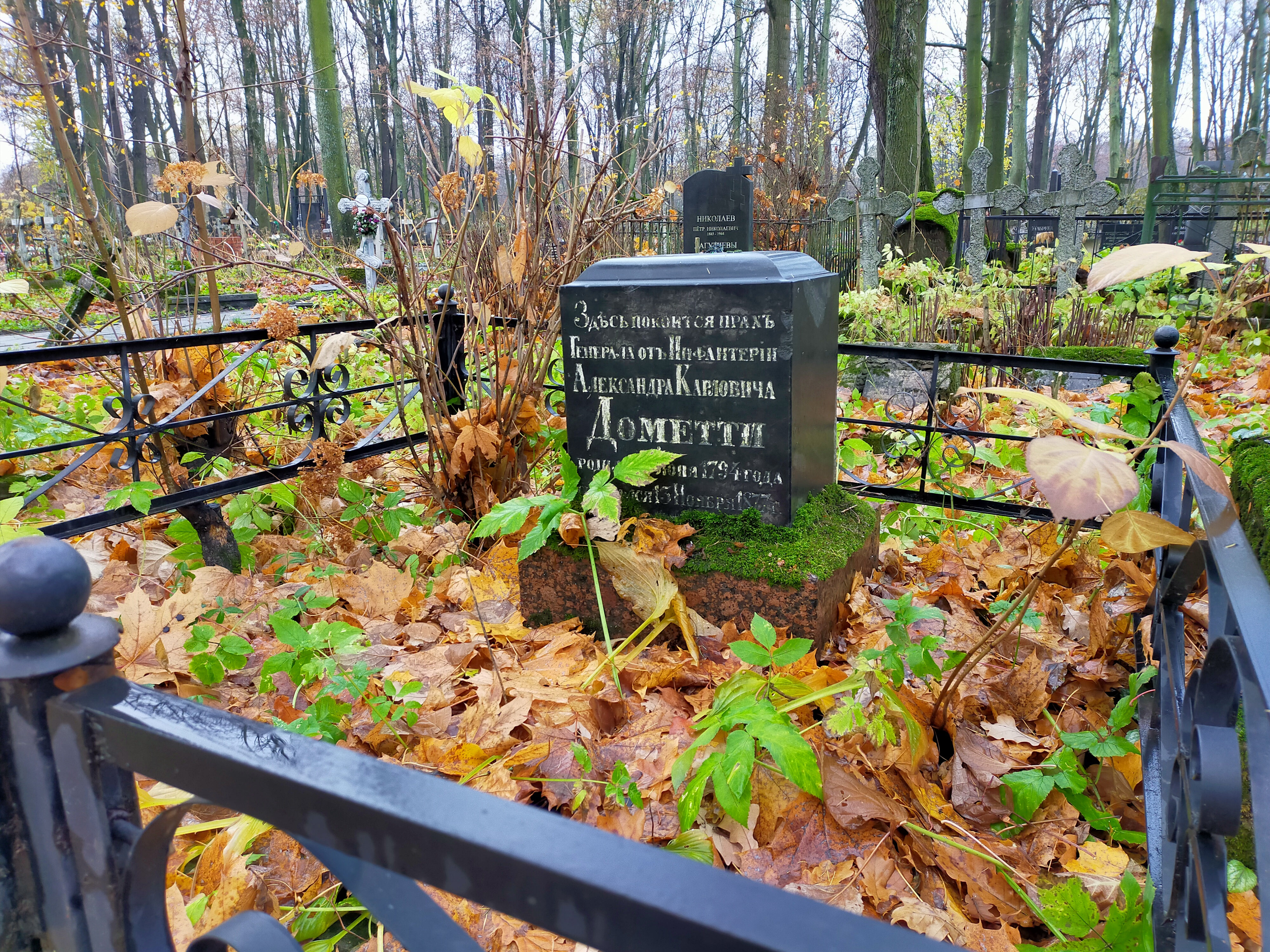
Захоронение Александра Карловича Дометти (1793-1877) и его вдовы Ольги Александровны Дометти (1820-1881), Волковское лютеранское кладбище

Александр Карлович Дометти (1793—1877) — русский генерал, участник Отечественной войны 1812 г. и русско-турецкой войны 1828—1829 гг.

## Биография
Родился 1 (12) июня 1793 года.
Воспитание получил в 1-м кадетском корпусе. В 1812 году окончил корпус и отправился в действующую армию, где участвовал во всех знаменитых сражениях Отечественной войны.
По окончании войны он продолжал службу в гвардии и в 1822 году был уже полковником Лейб-гвардии Финляндского полка, а в 1825 году получил в командование 18-й егерский полк, с которым участвовал в турецкой кампании 1828—1829 гг. Здесь Дометти не раз отличался своей храбростью и распорядительностью. Перейдя с отрядом Дунай у Измаила, он осадил Исакчу, которую и заставил через два дня сдаться, а через три дня в отряде Мадатова находился под Гирсовом, по взятии которого через три недели сражался уже под Кузгуном. Отразив здесь неприятеля, он через четыре дня соединился с главными силами у Базарджика, с которыми участвовал в бою у Ени-Базара и преследовал неприятеля до Шумлы. За проявленную храбрость в этих делах он был награждён орденом Св. Владимира 4-й степени с бантом, получил Высочайшее благоволение и в чине полковника назначен командиром бригады. В этом звании он участвовал в атаке Шумлы и, будучи атакован значительными силами турок, уже спустившихся в ров редута, отбил атаку, находясь во главе сражающихся, за что и был награждён орденом Св. Анны 2-й степени, украшенным алмазами. Перезимовав в 1829 году в Молдавии и Валахии, Дометти снова перешёл с отрядом Дунай у Силистрии и участвовал во всех бывших при этом боях и за оказанное мужество был награждён золотой полусаблей с надписью «За храбрость». Контуженный, он оставался в строю, непрерывно участвуя в вылазках и перестрелках и по взятии Силистрии вторично осаждал Шумлу, защищая передовые укрепления; за отбитие неприятельского штурма был награждён орденом Св. Владимира 3-й степени с мечами. При взрыве порохового погреба он был снова контужен неприятельским снарядом.
По окончании кампании в 1830 году возвратился в Санкт-Петербург и в следующем году снова выступил на арену военных действий, против польских мятежников, где не раз отличался и в особенности при осаде Замостья. За выслугу лет 25 декабря 1833 года был награждён орденом Св. Георгия 4-й степени (№ 4766 по списку Григоровича — Степанова); 1 марта 1834 года был произведён в генерал-майоры.
Четыре года военных действий и две контузии сильно расстроили здоровье Дометти, и в 1838 году он вышел в отставку, в которой пробыл до 1843 года. Определившись снова в войска, он всю свою остальную службу провел в Сибири, где командовал сначала 3-й бригадой, а потом 24-й пехотной дивизией; 26 ноября 1852 года был произведён в генерал-лейтенанты, получил ордена Св. Анны 1-й степени (1848; императорская корона к ордену — в 1852) и Св. Владимира 2-й степени с мечами.
В 1865 году был произведён в генералы от инфантерии и зачислен в запасные войска, затем по прошению уволен в отставку.
Умер 13 (25) ноября 1877 года. Похоронен на Волковском лютеранском кладбище.

## Семья
От первого брака имел сыновей: Михаила и Платона (18.08.1839—14.07.1891, генерал-майор).
Вторым браком был женат на Ольге Александровне Ивановой (28.12.1820—20.12.1881). Его сын Иван дослужился до звания капитана гвардии. Служил в Сибири. В 1906 году получил право участвовать в выборах в Государственную думу по Тарскому уезду Тобольской губернии, как частный землевладелец.